# Titillium
Titillium è un carattere tipografico senza grazie creato dall'Accademia di belle arti di Urbino e pubblicato come prodotto open source, noto per essere stato scelto dall'AgID come carattere ufficiale per i siti web del Governo Italiano e delle pubbliche amministrazioni locali. In passato è stato utilizzato anche nelle grafiche dei canali Pay TV editi da Mediaset Premium.

## Storia
Il carattere è stato realizzato come progetto didattico nell'ambito di un corso di type design della laurea specialistica di visual design, a partire da un primo prototipo realizzato da Diego Giusti. Ad ogni anno accademico gli studenti, seguiti dal Prof. Luciano Perondi, hanno contribuito al progetto sviluppandolo e migliorandone le caratteristiche.
Il carattere è rilasciato su licenza Open Font License ed è quindi considerato software libero. Attualmente è utilizzato su più di 760.000 siti web.